# Доспанова Хіуаз Каїрівна
Хіуаз Каїрівна Доспанова (каз. Хиуаз Қайырқызы Доспанова; 15 травня 1922 — 20 травня 2008) — радянська військова льотчиця, у роки німецько-радянської війни штурман авіаційної ланки 46-го гвардійського нічного бомбардувального полку, гвардії старший лейтенант. Народний Герой Казахстану (2004).

## Біографія
Народилася 15 травня 1922 року в селі Ганюшкіно (нині — Зорматинський сільський округ Курмангазинського району Атирауської області Казахстану) в сім'ї колишнього батрака-рибалки, а згодом — партійного працівника. Казашка. Член ВКП(б) з 1943 року.
У 1940 році закінчила з відзнакою середню школу № 1 міста Уральська й, одночасно, місцевий аероклуб. Того ж року вступила до 1-го Московського медичного інституту імені І. М. Сеченова.
У жовтні 1941 року за комсомольським набором добровільно вступила до лав РСЧА. Закінчила штурманські курси при Енгельсській авіаційній школі пілотів.
На фронтах німецько-радянської війни з 27 травня 1942 року. Бойовий шлях розпочала сержантом, стрільцем-бомбардиром 588-го нічного легко-бомбардувального авіаційного полку 218-ї нічної бомбардувальної авіаційної дивізії на Південному фронті. Літала на літакові По-2.
1 квітня 1943 року отримала важке поранення, зіткнувшись, при заході на посадку в умовах світломаскування, з іншим літаком. Залишилась єдиною, хто вижив з обох екіпажів. Протягом 3-х місяців перебувала у шпиталі з переломами обох ніг. Після повернення у полк обіймала посаду начальника зв'язку 46-го гвардійського нічного бомбардувального полку (325-а нічна бомбардувальна авіаційна дивізія, 4-а повітряна армія, 2-й Білоруський фронт).
До січня 1944 року здійснила 272 нічних бойових вильоти, скинувши на ворога 32100 кг бомб різного калібру. Всього за роки війни здійснила понад 300 бойових вильотів.
Після демобілізації повернулась до Казахстану інвалідом 2-ї групи. У 1946 році вступила до Вищої партійної школи в Алма-Аті. Пройшла шлях від інструктора райкому партії до секретаря ЦК ЛКСМ Казахстану. У 1951 році обрана депутатом Верховної Ради Казахської РСР й, одночасно, секретарем Президії. Призначалась заступником завідувача відділом науки і культури ЦК КП Казахстану, була секретарем Алматинського міськкому партії. У 1959 році за станом здоров'я вийшла на пенсію.
Мешкала у місті Алмати, де й померла 20 травня 2008 року.

## Нагороди і почесні звання
Нагороджена радянськими орденами Вітчизняної війни 1-го (21.02.1987) та 2-го (22.02.1944) ступенів, Червоної Зірки (26.12.1942) і медалями.
Указом Президента Республіки Казахстан від 7 грудня 2004 року Хіуаз Каїрівні Доспановій присвоєне звання «Народний Герой» з врученням Золотої Зірки та ордена Вітчизни.

## Пам'ять
У 2010 році в місті Атирау встановлено пам'ятник відважній льотчиці.
Рішенням ономастичної комісії у 2010 році ім'я Хіуаз Доспанової було присвоєне середній школі № 30 міста Орал. Також її ім'я носять льодовий Палац спорту в місті Атирау й літак авіакомпанії «Ейр Астана»